# Ardisia petelotii
Ardisia petelotii är en viveväxtart som beskrevs av John Walker. Ardisia petelotii ingår i släktet Ardisia och familjen viveväxter. Inga underarter finns listade i Catalogue of Life.